# Point Music
Point Music — звукозаписывающий лейбл, который был основан в 1992 году как совместное предприятие Philips Classics Майкла Рисмана и Euphorbia Productions Филипа Гласса. В 1999 году его дистрибьютором стала компания Decca Records, поглотившая Philips в результате слияния, в результате которого была создана Universal Music. Первоначально компания специализировалась на передовой современной западной классической музыке, но затем расширила свою деятельность, включив в неё партитуры к фильмам, некоторые произведения мировой музыки и рок-классические кроссовер-проекты. Она была закрыта в 2002 году.
В сентябре 2009 года компания Universal Music выпустила сборник POINT Music под названием XVI Reflections on Classical Music, в котором отражались связи между передовой классической и электронной музыкой.

## Неполная дискография
- Master Musicians of Jajouka[англ.] — Brian Jones Presents the Pipes of Pan at Joujouka[англ.]
- Master Musicians of Jajouka featuring Bachir Attar[англ.] — The Master Musicians of Jajouka featuring Bachir Attar
- Джон Гибсон[англ.] — In Good Company
- Филип Гласс — «Симфония № 1»
- Гэвин Брайерс — «Jesus’ Blood Never Failed Me Yet»
- Гэвин Брайерс — Man in a Room, Gambling
- Гэвин Брайерс — Cadman Requiem
- Артур Расселл — Another Thought
- Гэвин Брайерс — The Sinking of the Titanic[англ.]
- Лондонский филармонический оркестр — Us and Them: Symphonic Pink Floyd
- Лондонский филармонический оркестр — Kashmir: Symphonic Led Zeppelin
- Филип Гласс/Uakti[англ.] — Aguas da Amazonia[англ.]
- Uakti[англ.] — I Ching
- Uakti[англ.] — Mapa
- Uakti[англ.] — Trilobyte
- Oceania — Oceania
- Bang on a Can[англ.] — Music for Airports—Brian Eno
- Гэвин Брайерс — The Raising of the "Titanic"
- Артур Расселл — Another Thought (Radio Edits)
- Гэвин Брайерс — Raising the Titanic—the Aphex Twin Mixes
- Филип Гласс — «Симфония № 4 (Гласс)»
- Zoar[англ.] — Cassandra[англ.]
- Тодд Левин — Ride the Planet
- Джон Моран[англ.] — The Manson Family—an Opera
- Филип Гласс и Фодай Муса Сусо[англ.] — Music from the Screens
- Джарон Ланье — Instruments of Change
- Крис Хьюз — Shift
- Филип Гласс — «Симфония № 4 (Гласс)» (ремикс Aphex Twin)
- Анджело Бадаламенти — City of Lost Children—Original Soundtrack
- Джованни Соллима — Aquilarco
- Pilgrimage — 9 Songs of Ecstasy
- Филип Гласс, Гэвин Брайерс и другие — XVI Reflections on Classical Music